# Розгон Віталій Вікторович
Розго́н Віта́лій Вікто́рович (нар. 23 березня 1980, Хмельницький) — український футболіст та тренер, захисник. Найбільше відомий завдяки грі у складах луцької «Волині» та київського «Арсенала». Чемпіон Латвії 1998 року.

## Біографія
Вихованець дитячо-юнацької школи хмельницького «Поділля», перші тренери — Григорій Іщенко та Микола Гриневич. 20 червня 1997 року зіграв свій перший офіційний матч за «Поділля». Після цього перебрався у Латвію, там пограв у «Даугава» (Рига) та «Сконто» (Рига), де не мав постійної ігрової практики. Однак, у складі «Сконто» (Рига) виграв чемпіонат Латвії 1998 року.
Влітку 1999 року перейшов до російських «Крилах Рад» із Самари, однак за рік лише раз вийшов на заміну, провівши першу половину 2000 року виступаючи за дубль у другій лізі, де відзначився першим у кар'єрі забитим м'ячем. Після цього гравець повернувся в Україну, де виступав за тернопільську «Ниву», луцьку «Волинь», київський «Арсенал» та сімферопольську «Таврію».
У 2008 році виступав на правах оренди у команді «Машук-КМВ» з П'ятигорська. Команда боролася за виживання, мала коротку лаву запасних, і 6 листопада 2008 року через дискваліфікацію єдиного воротаря Розгон навіть був змушений виконувати роль голкіпера протягом усього матчу проти новоросійського «Чорноморця», в якому пропустив три голи.
З 2009 року виступав за «Львів», а взимку 2010 року повернувся до луцької «Волині», у якій після завершення сезону, влітку 2010 року, отримав статус вільного агента.
У серпні 2010 приєднався до друголігового ФК «Суми». З 2011 року виступав за охтирський клуб «Нафтовик-Укрнафта».
Влітку 2012 року він приєднався до першолігового «Титану» (Армянськ), де провів наступний сезон, після чого став футболістом клубу «Арсенал-Київщина» з Білої Церкви, де грав до завершення кар'єри в 2015 році.

## Тренерська кар'єра
По завершенні ігрової кар'єри тав головним тренером клубу «Арсенал-Київщина». 23 грудня 2015 року покинув посаду, увійшовши в тренерський штаб Сергія Літовченка у столичному нижчоліговому «Арсеналі» (Київ).
У 2017 році став помічником Романа Монарьова, головного тренера вищолігової кропивницької «Зірки». Після того як за підсумками сезону 2017/18 року «Зірка» вилетіла з елітного дивізіону, Монарьов був звільнений разом з усім тренерським штабом.
Надалі Розгон повернувся до співпраці з Сергієм Літовченком, працюючи його асистентом у білоруському «Дніпрі» (Могильов), вірменському «Локомотиві» (Єреван) та нижчолігових українських клубах «Рубікон» (Київ) та «Олімпік» (Донецьк).

## Досягнення
- Чемпіон Латвії (1): 1998